# Paraclius setifemotatus
Paraclius setifemotatus är en tvåvingeart som beskrevs av Octave Parent 1937. Paraclius setifemotatus ingår i släktet Paraclius och familjen styltflugor. Inga underarter finns listade i Catalogue of Life.